# Ioan Dragoș
Ioan Dragoș (magyarul Drágos János, toplicai) (Nagyvárad, 1810. március 5. – Abrudbánya, 1849. május 9.) román nemzetiségű politikus, az 1848–49-es forradalom és szabadságharc idején a magyar országgyűlés képviselője.

## Élete
Eleinte mint megyei esküdt szerepelt, utóbb mint táblabíró. Az 1848. május 13-ára hirdetett szerb nemzeti gyűlés ellen a bihari románok 165 000 lélek nevében tiltakoztak, mert a gyűlést nem vallási, hanem politikai irányzatúnak tartották, a szerbekkel pedig nem voltak közös nemzetiségi érdekeik. Az óvást Dragoș szerkesztette, és a Pesti Hírlap május 9-i számában közölte.
A július 5-én megnyílt első nemzetgyűlésre Bihar megye Belényesből Dragoșt küldte képviselőnek. Szeptember 16-án fölszólalt, és azt javasolta, hogy egy bizottság vizsgálja meg az erdélyi románoknak az unió-törvényre vonatkozó sérelmét. Dragoș nemsokára törvényjavaslatot nyújtott be a nyugtalankodó románok lecsillapítása érdekében, és a ház szeptember 18-án gróf Haller Sándor élesdi képviselő indítványára el is határozta, hogy azt kinyomtatja, és megtanácskozzák, javaslatát azonban meghaladta az idő.
Dragoș politikai pályája rövid volt. Mint ügyes népszónok a magyar és a román nyelvet egyformán jól beszélte. Szemere Bertalan miniszterelnök 1849 májusában őt küldte béketárgyalásokra Avram Iancuhoz. Hatvani Imre azonban a tárgyalások közben megtámadta Avram Iancu csapatát. A románok dühe ezért Dragoș ellen fordult, akiről azt hitték, hogy része volt a fegyverszünet megszegésében, és május 9-én meggyilkolták.

## Munkái
A Bihar megyei Tisza  adminisztrátor és Beőthy Ödön alispán közt folytatott harcban ő volt Dessewffy Emil lapjának,  a Budapesti Híradónak a tudósítója; a Világ című politikai lapban is megjelent egy cikke: A napkeleti vallást követő oláhok Erdélyben (1842. I. 47–48. sz.).